# 春日井市立篠原小学校
春日井市立篠原小学校（かすがいしりつ しのはらしょうがっこう）は、愛知県春日井市熊野町北にある公立小学校。

## 概要
- 穴橋町の一部、穴橋町1丁目の大部分、穴橋町2・3丁目、小木田町の一部、貴船町、林島町、林島町2-4丁目、割塚町、熊野町の一部、熊野町北1丁目の一部、中央通1丁目の一部、中央通2丁目の一部が校区であり、公立中学校の進学先は春日井市立東部中学校である[1]。

## 沿革
- 1982年（昭和57年）4月1日 - 春日井市立篠木小学校、春日井市立神領小学校より分離し、開校。
- 1983年（昭和58年） - 体育館が完成する。

## 交通アクセス
- JR東海中央本線春日井駅下車、徒歩約15分。
- JR東海中央本線神領駅下車、徒歩約25分。
- かすがいシティバス東環状線「林島町」バス停より徒歩約10分。

## 周辺施設
- 愛知県立春日井工科高等学校
- 春日井市立南城中学校
- 春日井市立東部中学校
- 春日井市立篠木小学校
- 神領車両区